# 陳月
陳月（1938年—）是前台灣乒乓球運動員，台北市人。民國44年、民國45年、民國46年、民國49年台灣省運動會跟隨台北市獲得女子團體冠軍，民國51年與莊進益搭配獲得全省乒乓球錦標賽混合雙打亞軍。1958年，她與陳寶貝、江彩雲、姚足共同奪得1958年亞洲運動會乒乓球女子團體銅牌。